# Nitrito de potasio
El nitrito de potasio, es una sal con fórmula química (KNO2), es un material que contiene potasio, oxígeno, y nitrógeno. El nitrito de potasio no debe confundirse con el nitrato de potasio. Como un aditivo alimentario, el nitrito de potasio se utiliza como conservador de una manera similar a la del nitrito de sodio. Tiene el número E E249.

## Propiedades
El nitrito de potasio es un fuerte oxidante y puede acelerar la combustión de otros materiales. Al igual que otras sales nitritos como el nitrito de sodio, el nitrito de potasio es tóxico si se ingiere y pruebas de laboratorio indican que puede ser mutagénico o teratogénico. Equipos de protección personal como guantes y gafas de seguridad deben estar presentes al manipular el nitrito de potasio

## Usos
El nitrito de potasio se utiliza en la fabricación de sales de transferencia de calor. Como aditivo alimentario E249 , el nitrito de potasio es un conservante similar al nitrito de sodio y está aprobado para su uso en la UE, EE. UU. Australia y Nueva Zelanda.